# Przepuklina uwięźnięta
Przepuklina uwięźnięta (łac. hernia incarcerata) jest przypadkiem, w którym zawartość przepukliny (zazwyczaj jelito cienkie) ulega zakleszczeniu, co upośledza zarówno pasaż treści jelitowej jak i ukrwienie narządu. Uwięźnięcie jelita jest powikłaniem ostrym przepukliny. Uwięźnięciu przepukliny towarzyszą silne objawy miejscowe w postaci silnego bólu w miejscu przepukliny oraz objawy ogólne związane z niedrożnością jelita (ból brzucha, wzdęcie, zatrzymanie stolca i gazów, leukocytoza, tachykardia). Jedynym leczeniem jest leczenie operacyjne. Nieleczone prowadzi do martwicy fragmentu jelita, perforacji, ze wszelkimi tego konsekwencjami, z zapaleniem otrzewnej, wstrząsem septycznym i śmiercią włącznie. Do uwięźnięcia przepukliny dochodzi najczęściej u niemowląt oraz u osób starszych. Uwięźnięcie może wystąpić w przypadku przepukliny nieodwracalnej (rzadziej) jak i w przypadku nowo powstałej przepukliny. Uwięźnięcie może być skutkiem zwiększonej fermentacji i wytwarzania gazów jelitowych, które dociskają ściany jelita, blokując je w worku przepuklinowym.